# ماساته
ماساته (به ایتالیایی: Masate) یک کومونه در ایتالیا است که در استان میلان واقع شده‌است. ماساته ۴٫۳ کیلومتر مربع مساحت و ۲٬۵۳۳ نفر جمعیت دارد.